# Austrolimnophila (Austrolimnophila) nebrias
Austrolimnophila (Austrolimnophila) nebrias is een tweevleugelige uit de familie steltmuggen (Limoniidae). De soort komt voor in het Australaziatisch gebied.